# Alluaudomyia youngi
Alluaudomyia youngi är en tvåvingeart som beskrevs av Gustavo R. Spinelli och Wirth 1984. Alluaudomyia youngi ingår i släktet Alluaudomyia och familjen svidknott.
Artens utbredningsområde är Colombia. Inga underarter finns listade i Catalogue of Life.